# Честерфилд Инлет
Честерфилд Инлет (енгл. Chesterfield Inlet, Igluligaarjuk ᐃᒡᓗᓕᒑᕐᔪᒃ је заселак који се налази на западној обали залива Хадсон, регион Кивалик, у Нунавуту, Канада, на ушћу залива Честерфилд. Иглулигарјук је инуктитутска реч за "место са неколико кућа", то је најстарија заједница у Нунавуту. Заједница се опслужује ваздушним путем, аеродромом Честерфилд Инлет, и годишњим снабдевањем познатим као „силифт”.
Инуити из региона Честерфилд Инлет се зову Каернермиут, иако су их раније називали Кенепитима, Кенепету или Кенепиту.

## Демографија
У попису становништва из 2021. који је спровео Статистички завод Канаде, Честерфилд Инлет је забележио популацију од 397 становника који живе у 116 од укупно 131 приватног стана, што је промена од −9,2% у односу на број становника из 2016. од 437. Са површином од 139,49 km2 (53,86 sq mi), имао је густину насељености од 2,8/км2 (7,4/ск ми) 2021. године.

## Комуникације
Заједницу опслужује „Киник мрежа” од 2005. Киник је фиксна бежична услуга за домове и предузећа, која се повезује са спољним светом преко сателитске везе. Киник мрежу је дизајнирао и управља ССИ Микро. У 2017. години мрежа је надограђена на 4Г ЛТЕ технологију и 2Г-ГСМ за мобилни глас.

## Клима
Честерфилд Инлет има субарктичку климу (Дфц) са кратким али хладним летима и дугим хладним зимама.
| Клима Честерфилд Инлет                                              | Клима Честерфилд Инлет | Клима Честерфилд Инлет | Клима Честерфилд Инлет | Клима Честерфилд Инлет | Клима Честерфилд Инлет | Клима Честерфилд Инлет | Клима Честерфилд Инлет | Клима Честерфилд Инлет | Клима Честерфилд Инлет | Клима Честерфилд Инлет | Клима Честерфилд Инлет | Клима Честерфилд Инлет | Клима Честерфилд Инлет |
| Показатељ \ Месец                                                   | .Јан.                  | .Феб.                  | .Мар.                  | .Апр.                  | .Мај.                  | .Јун.                  | .Јул.                  | .Авг.                  | .Сеп.                  | .Окт.                  | .Нов.                  | .Дец.                  | .Год.                  |
| ------------------------------------------------------------------- | ---------------------- | ---------------------- | ---------------------- | ---------------------- | ---------------------- | ---------------------- | ---------------------- | ---------------------- | ---------------------- | ---------------------- | ---------------------- | ---------------------- | ---------------------- |
| Индекс субјективне топлоте                                          | −7,4                   | −8,0                   | 1,6                    | 1,5                    | 12,6                   | 23,8                   | 35,4                   | 37,0                   | 20,8                   | 12,1                   | 1,4                    | 0,2                    | 37,0                   |
| Апсолутни максимум, °C (°F)                                         | −3,0 (26,6)            | −5,5 (22,1)            | 2,0 (35,6)             | 3,5 (38,3)             | 14,0 (57,2)            | 26,0 (78,8)            | 30,5 (86,9)            | 27,0 (80,6)            | 22,0 (71,6)            | 10,0 (50)              | 2,0 (35,6)             | −2,0 (28,4)            | 30,5 (86,9)            |
| Максимум, °C (°F)                                                   | −27,3 (−17,1)          | −26,9 (−16,4)          | −20,6 (−5,1)           | −11,1 (12)             | −2,3 (27,9)            | 7,9 (46,2)             | 15,2 (59,4)            | 12,7 (54,9)            | 5,7 (42,3)             | −1,8 (28,8)            | −12,7 (9,1)            | −21,1 (−6)             | −6,9 (19,6)            |
| Просек, °C (°F)                                                     | −30,9 (−23,6)          | −30,8 (−23,4)          | −25,1 (−13,2)          | −15,8 (3,6)            | −5,7 (21,7)            | 4,3 (39,7)             | 10,6 (51,1)            | 9,2 (48,6)             | 3,3 (37,9)             | −4,5 (23,9)            | −16,7 (1,9)            | −25,2 (−13,4)          | −10,6 (12,9)           |
| Минимум, °C (°F)                                                    | −34,3 (−29,7)          | −34,2 (−29,6)          | −29,4 (−20,9)          | −20,1 (−4,2)           | −9,0 (15,8)            | 0,5 (32,9)             | 5,9 (42,6)             | 5,7 (42,3)             | 0,9 (33,6)             | −7,0 (19,4)            | −20,7 (−5,3)           | −29,1 (−20,4)          | −14,2 (6,4)            |
| Апсолутни минимум, °C (°F)                                          | −46,0 (−50,8)          | −49,0 (−56,2)          | −45,0 (−49)            | −35,5 (−31,9)          | −29,0 (−20,2)          | −11,5 (11,3)           | −1,5 (29,3)            | −2,0 (28,4)            | −9,0 (15,8)            | −26,0 (−14,8)          | −37,5 (−35,5)          | −44,0 (−47,2)          | −49,0 (−56,2)          |
| Индекс субјективне хладноће                                         | −66,3                  | −70,7                  | −64,7                  | −50,5                  | −33,6                  | −18,3                  | 0,0                    | −9,5                   | −17,9                  | −40,1                  | −54,6                  | −60,9                  | −70,7                  |
| Количина падавина, mm (in)                                          | 10,4 (0,409)           | 9,6 (0,378)            | 14,9 (0,587)           | 15,5 (0,61)            | 15,1 (0,594)           | 23,3 (0,917)           | 41,2 (1,622)           | 51,2 (2,016)           | 37,4 (1,472)           | 26,6 (1,047)           | 22,0 (0,866)           | 14,0 (0,551)           | 281,2 (11,071)         |
| Количина кише, mm (in)                                              | 0,0 (0)                | 0,0 (0)                | 0,0 (0)                | 0,1 (0,004)            | 6,1 (0,24)             | 19,7 (0,776)           | 41,2 (1,622)           | 51,2 (2,016)           | 33,9 (1,335)           | 11,7 (0,461)           | 0,0 (0)                | 0,0 (0)                | 163,9 (6,453)          |
| Количина снега, cm (in)                                             | 11,2 (4,41)            | 10,2 (4,02)            | 15,0 (5,91)            | 17,0 (6,69)            | 9,4 (3,7)              | 3,7 (1,46)             | 0,0 (0)                | 0,0 (0)                | 3,5 (1,38)             | 15,0 (5,91)            | 23,1 (9,09)            | 15,4 (6,06)            | 123,6 (48,66)          |
| Дани са падавинама (≥ 0.2 mm)                                       | 4,2                    | 3,7                    | 4,3                    | 5,0                    | 4,9                    | 6,0                    | 7,9                    | 9,9                    | 9,7                    | 8,8                    | 7,6                    | 5,4                    | 77,3                   |
| Дани са кишом (≥ 0.2 mm)                                            | 0,0                    | 0,0                    | 0,0                    | 0,1                    | 1,6                    | 5,4                    | 7,9                    | 9,9                    | 8,4                    | 3,4                    | 0,0                    | 0,0                    | 36,6                   |
| Дани са снегом (≥ 0.2 cm)                                           | 4,2                    | 3,7                    | 4,4                    | 4,9                    | 3,3                    | 0,7                    | 0,0                    | 0,0                    | 1,5                    | 5,7                    | 7,7                    | 5,4                    | 41,4                   |
| Релативна влажност, %                                               | 79,0                   | 67,6                   | 74,9                   | 82,0                   | 84,4                   | 70,9                   | 68,0                   | 72,5                   | 77,4                   | 87,3                   | 83,0                   | 75,3                   | 76,9                   |
| Извор: Животна средина Канада, канадске климатске нормале 1981–2010 |                        |                        |                        |                        |                        |                        |                        |                        |                        |                        |                        |                        |                        |